# La Charrette fantôme
La Charrette fantôme is een Franse dramafilm uit 1939 onder regie van Julien Duvivier. Het scenario is gebaseerd op de roman De voerman (1912) van de Zweedse auteur Selma Lagerlöf.

## Verhaal
Elk jaar wordt op oudejaarsavond een man afgehaald door de Dood in de gedaante van een voerman. Wie op dat ogenblik in de verte een koets hoort naderen, zal sterven. De zieke en verbitterde glasblazer David Holm gaat met een vriend op stap. Ze krijgen ruzie en hij steekt zijn vriend neer. Op dat ogenblik doemt de koets op en de man sterft. David slaat op de vlucht.

## Rolverdeling
| Acteur             | Personage       |
| ------------------ | --------------- |
| Pierre Fresnay     | David Holm      |
| Marie Bell         | Zuster Maria    |
| Micheline Francey  | Zuster Édith    |
| Louis Jouvet       | Georges         |
| Jean Mercanton     | Pierre Holm     |
| Ariane Borg        | Suzanne         |
| Alexandre Rignault | Reus            |
| Robert Le Vigan    | Vader Martin    |
| Palau              | Mijnheer Benoît |